# ويدا بيرجير
ويدا بيرجير (بالإسبانية: Ouida Bergère)‏ ممثلة وكاتبة سيناريو (ولدت يوم 14 ديسمبر من العام 1886 في مدريد، إسبانيا ) بدأت عملها السينمائي كممثلة في عصر السينما الصامتة، ثم امتهنت كتابة السيناريو وشاركت في كتابة سيناريو فيلم المدينة الخالدة المقتبس عن رواية لهول كين.
بعد زواجها من الممثل باسل راثبون في 18 أبريل 1926، تخلت بيرجير عن عملها السينمائي لمساعدته في عمله وتبنّا الزوجين ابنة هي سينثيا راثبون (1939-1969 واشتهرت ويدا بالحفلات عالية المستوى التي تقيمها في منزلهم، والتي يحضرها الكثير من الأشخاص البارزين والمؤثرين. وقد كان هذا الأمر هو سبب النكتة التي ظهرت في فيلم الشبح 1940 (فيلم لم يشارك فيه باسل) حيث جاء على لسان البطلة أثناء عاصفة رعدية شديدة في نيويورك: «لابد أن باسل راثبون يقيم حفلة».

## روابط خارجية
- ويدا بيرجير على موقع IMDb (الإنجليزية)
- ويدا بيرجير على موقع أول موفي (الإنجليزية)
- ويدا بيرجير على موقع قاعدة بيانات برودواي على الإنترنت (الإنجليزية)
- ويدا بيرجير على موقع قاعدة بيانات برودواي على الإنترنت (الإنجليزية)
- ويدا بيرجير على موقع قاعدة بيانات الفيلم (الإنجليزية)